# Dorfkirche Dahlwitz

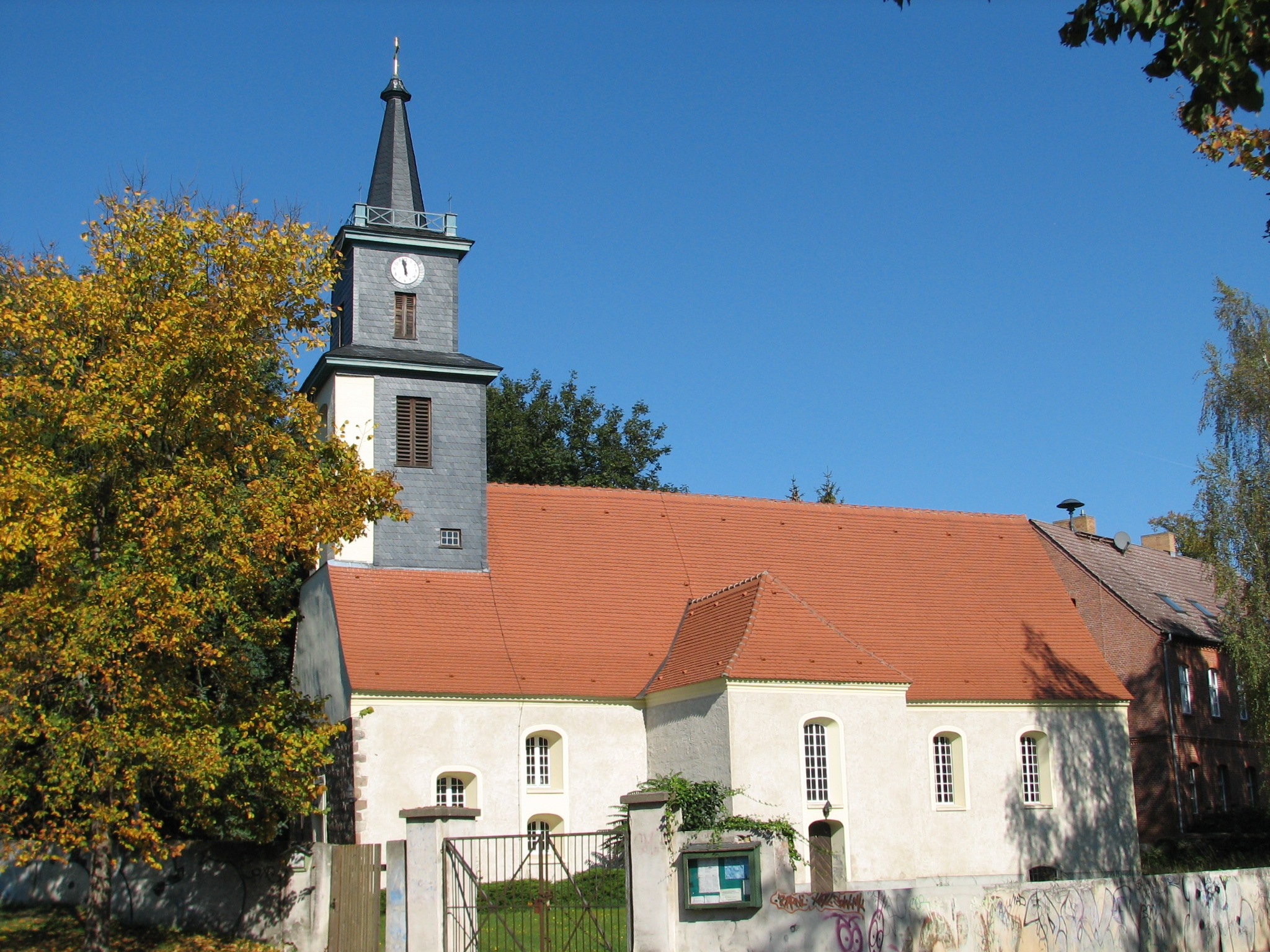
Dorfkirche Dahlwitz

Die evangelische Dorfkirche Dahlwitz steht in Dahlwitz-Hoppegarten, einem Ortsteil der Gemeinde Hoppegarten im Landkreis Märkisch-Oderland von Brandenburg. Die denkmalgeschützte Kirche gehört zur Verheißungskirchengemeinde Neuenhagen-Dahlwitz im Kirchenkreis Berlin Süd-Ost im Sprengel Berlin der Evangelischen Kirche Berlin-Brandenburg-schlesische Oberlausitz.

## Geschichte und Kurzbeschreibung
Die verputzte Saalkirche aus Feldsteinen wurde erstmals im Mittelalter, 1375 im Landbuch Karls IV., urkundlich erwähnt und war vermutlich ein einfacher rechteckiger Kirchenbau aus fünfseitig behauenen Feldsteinen, wie sie noch in Resten an der West- und Nordseite der Kirche erkennbar sind. Im Dreißigjährigen Krieg niedergebrannt, bauten die Bewohner sie nach 1684 mit Dachstuhl und Walmdach wieder auf.
Am Langhaus erfolgten zwischen 1732 und 1735 auf Veranlassung des Gutsbesitzers Samuel von Marschall Umbau- und Erweiterungsarbeiten: es entstanden im Westen der schiefergedeckte Dachturm und auf der Ostseite ein Anbau als Erbbegräbnisstätte für die Gutsbesitzerfamilie, versehen mit einem Trockenboden als Darre für Hopfen. Zudem folgte 1748 ein weiterer Anbau mit dem Portal im Süden des Gotteshauses und die Gruft wurde zugemauert.
Die erste größere Kirchenausstattung stammt aus dem Jahr 1735. Der Innenraum ist mit einer Flachdecke überspannt. Eine Patronatsloge befindet sich auf der leicht u-förmig geschwungenen Empore im Westen, die über eine Treppe im Anbau erreicht wird. Der barocke Kanzelaltar ist in einer Ädikula untergebracht. Nach der Übernahme des Gutes Dahlwitz durch Carl-Heinrich von Treskow veranlasste er im Jahr 1907 auch eine teilweise Neuausstattung der Kirche mit zusammenhängenden Kirchenbänken, Empore und Orgel. Die Säulen vor der Orgelempore ließ er aus dem Marschallschen Gutshaus hierher versetzen, sie zeigen die Wappen der Gutsbesitzerfamilien. Die Orgel mit neun Registern, zwei Manualen und einem Pedal wurde, ebenfalls im Auftrag von Treskow, 1907 von den Gebrüdern Dinse gebaut und hier installiert.
Zum Ende des Zweiten Weltkriegs, im April 1945 erhielt die Kirche durch Artilleriebeschuss etliche Schäden, die erst zwischen 1952 und 1957 behoben werden konnten. Die Fenster im Altarraum wurden nicht neu verglast, sondern zugemauert und die Kirchenfenster an den Längswänden an Nord- und Südwand durch einfache Glasfenster ersetzt. Die Reste einer Deckenbemalung aus den 1930er Jahren verschwanden unter neuem geweißtem Putz. Die zerstörte Turmuhr konnte ausgebessert und die bis dahin einzige Glocke, die bei den Kampfhandlungen zersprungen war, wurde durch zwei neue Stahlglocken ausgetauscht. Im Jahr 1985, noch in der DDR-Zeit erfolgten eine Dachreparatur und die denkmalgerechte Wiederherstellung des Kircheninneren.
Nach der deutschen Wiedervereinigung und den damit einhergehenden politischen und organisatorischen Umgestaltungen konnte die Kirchengemeinde von 1993 bis 1999 noch einmal eine Sanierung und Modernisierung vornehmen lassen: die frühere Gruft wurde geöffnet, eine Küche und Toiletten wurden im Seitenanbau eingerichtet. Der Trockenboden wurde renoviert und als musealer Ausstellungsraum in Betrieb genommen, in welchem bäuerliches Hausgerät zu sehen ist. Schließlich wurde der Turm noch erneuert, eine neue Turmuhr installiert und auf die Eckpfosten unterhalb der Turmspitze kamen vier Kreuze.